# Петрунина, Наталья Федотовна
Наталья Федотовна Петрунина (28 февраля 1953, Колхоз им. Ленина, Оренбургский район, Оренбургская область, РСФСР, СССР) — советская и российская актриса театра, заслуженная артистка Российской Федерации.

## Биография
Родилась 28 февраля 1953 года. В 1971 году окончила театральную студию при Оренбургском государственном театре кукол.
С 1971 по 1973 год — актриса Липецкого театра кукол.
С 1975 — актриса Мурманского областного театра кукол, Заслуженная артистка РФ.
Ведущий мастер сцены, Член регионального Союза театральных деятелей РФ, Ветеран труда РФ.
Всего в репертуаре актрисы больше 70 ролей разных жанров.
Н. Ф. Петрунина с успехом принимала активное участие в выступлениях Мурманского театра кукол на театральных форумах как в России, так и на Международных фестивалях.
Наталья Федотовна является членом правления Мурманского отделения Союза Театральных деятелей.

## Награды
- Почётная грамота Министерства культуры РФ (2002 год).
- Почётная грамота СТД РФ (2017 год).
- Заслуженный артист России (2017 год).

## Работы в театре
Мурманский областной театр кукол — театральная работа
- Тирв, Бабушка («Саамская сказка», 1982)
- Маша («Морозко», 1992)
- Бактериус («Кариус и Бактериус», 2000)
- Мама-медведица («Три медведя», 2000)
- Несмеяна («По щучьему велению», 2001)
- Блокадница («Горькая память войны», 2005)
- Мама Мышь («Сказка о глупом мышонке», 2007)
- Тетя Нюша («Рукавичка», 2008)
- Моноспектакль («Прилетели гуленьки», 2009)
- Снеговичка («Чудеса в Дедморозовке», 2009)
- Мама Ежиха («Ёлочка с иголочки», 2010)
- Моноспектакль («На восток от солнца, на запад от луны», 2012)
- Моноспектакль («Пряничный человечек», 2012)
- Звезда («Секрет планеты Тарий», 2012)
- Моноспектакль («Золушка», 2014)
- Бабушка Зима («Сказки бабушки Зимы», 2016)
- Бабушка («Красная шапочка», 2016)
- Тетя Утка, Старушка («Гадкий утенок», 2017)
- Няня Наташа («Когда родился Дед Мороз…», 2017)
- Бабушка Пчела («Муха-Цокотуха», 2018)
- Первый звездочёт, Звёздочка («Звёздочка», 2019)
- Сказочница («Сказки для принцесс», 2020)
- Разбойник («Снежная королева», 2020)
- Роза («Эшелон», 2021)
- Сваха, жена Тонкого, Мать («Саквояж доктора Чехова», 2021)